# Olympische Jugend-Winterspiele 2024/Teilnehmer (Frankreich)
| Gelbes Symbol für Goldmedaillen mit stilisierten Olympischen Ringen | Graues Symbol für Silbermedaillen mit stilisierten Olympischen Ringen | Braundes Symbol für Bronzemedaillen mit stilisierten Olympischen Ringen |
| ------------------------------------------------------------------- | --------------------------------------------------------------------- | ----------------------------------------------------------------------- |
| 7                                                                   | 5                                                                     | 5                                                                       |

Frankreich nahm mit 65 Athleten (25 Männer, 40 Frauen) an den Olympischen Jugend-Winterspielen 2024 in der südkoreanischen Provinz Gangwon teil.

## Medaillen

### Medaillenspiegel
| Rang   | Sportart     | Gold | Silber | Bronze | Gesamt |
| ------ | ------------ | ---- | ------ | ------ | ------ |
| 1      | Biathlon     | 3    | 1      | 1      | 5      |
| 2      | Snowboard    | 2    | 2      | 2      | 6      |
| 3      | Skilanglauf  | —    | 2      | 1      | 3      |
| 4      | Ski Alpin    | 1    | —      | 1      | 2      |
| 5      | Eiskunstlauf | 1    | —      | —      | 1      |
| Gesamt | Gesamt       | 7    | 5      | 5      | 16     |

### Medaillengewinner
| Name/n                                                           | Sportart     | Wettkampf                             |
| ---------------------------------------------------------------- | ------------ | ------------------------------------- |
| Gold                                                             |              |                                       |
| Alice Dusserre Antonin Guy                                       | Biathlon     | Single-Mixed-Staffel (6 km + 7,5 km)  |
| Antonin Guy                                                      | Biathlon     | 7,5 km Sprint                         |
| Antonin Guy                                                      | Biathlon     | 12,5 km Einzel                        |
| Ambre Perrier-Gianesini Samuel Blanc-Klaperman                   | Eiskunstlauf | Eistanz                               |
| Jonas Chollet                                                    | Snowboard    | Snowboardcross                        |
| Jonas Chollet Léa Casta                                          | Snowboard    | Mixed-Team Snowboardcross             |
| Nash Huot-Marchand                                               | Ski Alpin    | Riesenslalom                          |
| Silber                                                           |              |                                       |
| Alice Dusserre Louise Roguet Flavio Guy Antonin Guy              | Biathlon     | Mixed Staffel (2 × 6 km + 2 × 7,5 km) |
| Agathe Margreither                                               | Skilanglauf  | 7,5 km klassisch                      |
| Agathe Margreither Gaspard Cottaz Annette Coupat Quentin Lespine | Skilanglauf  | Mixed Staffel                         |
| Maja-Li Iafrate Danielsson                                       | Snowboard    | Snowboardcross                        |
| Benjamin Niel Maja-Li Iafrate Danielsson                         | Snowboard    | Mixed-Team Snowboardcross             |
| Bronze                                                           |              |                                       |
| Flavio Guy                                                       | Biathlon     | 7,5 km Sprint                         |
| Nash Huot-Marchand                                               | Ski Alpin    | Slalom                                |
| Annette Coupat                                                   | Skilanglauf  | 7,5 km klassisch                      |
| Léa Casta                                                        | Snowboard    | Snowboardcross                        |
| Romain Allemand                                                  | Snowboard    | Slopestyle                            |

## Teilnehmer nach Sportarten

### Biathlon
| Athleten                                            | Wettbewerbe                           | Zeit        | Fehler         | Rang   |
| --------------------------------------------------- | ------------------------------------- | ----------- | -------------- | ------ |
| Frauen                                              |                                       |             |                |        |
| Lola Bugeaud                                        | 6 km Sprint                           | 23:09,7 min | 7 (4+3)        | 34     |
| Lola Bugeaud                                        | 10 km Einzel                          | 41:08,3 min | 6 (0+2+1+3)    | 20     |
| Alice Dusserre                                      | 6 km Sprint                           | 21:52,2 min | 2(1+1)         | 17     |
| Alice Dusserre                                      | 10 km Einzel                          | 39:09,5 min | 3 (2+1+0+0)    | 07     |
| Léna Moretti                                        | 6 km Sprint                           | 22:33,9 min | 3 (0+3)        | 28     |
| Léna Moretti                                        | 10 km Einzel                          | 43:20,6 min | 7 (3+1+2+1)    | 34     |
| Louise Roguet                                       | 6 km Sprint                           | 28:37,5 min | 9 (4+5)        | 79     |
| Louise Roguet                                       | 10 km Einzel                          | 39:37,6 min | 4 (0+3+0+1)    | 10     |
| Männer                                              |                                       |             |                |        |
| Camille Grataloup Manissolle                        | 7,5 km Sprint                         | 21:59,5 min | 2 (1+1)        | 04     |
| Camille Grataloup Manissolle                        | 12,5 km Einzel                        | 44:49,1 min | 7 (0+2+2+3)    | 14     |
| Antonin Guy                                         | 7,5 km Sprint                         | 20:57,7 min | 1 (0+1)        | Gold   |
| Antonin Guy                                         | 12,5 km Einzel                        | 41:45,2 min | 1 (1+1+0+1)    | Gold   |
| Flavio Guy                                          | 7,5 km Sprint                         | 21:55,2 min | 4 (3+1)        | Bronze |
| Flavio Guy                                          | 12,5 km Einzel                        | 45:48,4 min | 9 (2+2+1+4)    | 21     |
| Clément Pirès                                       | 7,5 km Sprint                         | 23:42,2 min | 5 (2+3)        | 25     |
| Clément Pirès                                       | 12,5 km Einzel                        | 44:14,4 min | 5 (3+0+2+0)    | 11     |
| Mixed                                               |                                       |             |                |        |
| Alice Dusserre Antonin Guy                          | Single-Mixed-Staffel (6 km + 7,5 km)  | 44:08,2 min | 0+5 (0+2 0+3)  | Gold   |
| Alice Dusserre Louise Roguet Flavio Guy Antonin Guy | Mixed-Staffel (2 × 6 km + 2 × 7,5 km) | 1:16:25,4 h | 2+13 (0+5 2+8) | Silber |

### Bob
| Athleten            | Lauf 1  | Lauf 1 | Lauf 2  | Lauf 2 | Gesamt      | Gesamt |
| Athleten            | Zeit    | Rang   | Zeit    | Rang   | Zeit        | Rang   |
| ------------------- | ------- | ------ | ------- | ------ | ----------- | ------ |
| Männer              |         |        |         |        |             |        |
| Ivan Boteff-Wallace | 56,03 s | 13     | 56,20 s | 12     | 1:52,23 min | 14     |

### Eishockey
| Wettbewerb             | Frauen Mannschaft |
| ---------------------- | --- |
| Athleten               | Chloé Bened Clémence Boudin Alice Chevrier Camille Cunin Isabella de Gaulmyn Manon Demessine Emy Denis Agathe Eitenschenck Victoria Falco Louana Ivaldy Maeli Moussier Lysa Nogarreto Louison Pastre Jeanne Paul-Constant Maéli Raigneu Domitille Ratto Maeva Sadoun Maud Tessier Maniere |
| Vorrunde               | Schweiz 0:2 (0:1, 0:0, 0:1) Deutschland 4:0 (1:0, 3:0, 0:0) |
| Halbfinale             | ausgeschieden |
| Finale/Spiel um Bronze | ausgeschieden |
| Rang                   | 5 |

### Eiskunstlauf
| Athleten                                       | Wettbewerb | Kurzprogramm/-tanz | Kurzprogramm/-tanz | Kür/Kürtanz | Kür/Kürtanz | Gesamt | Gesamt |
| Athleten                                       | Wettbewerb | Punkte             | Rang               | Punkte      | Rang        | Punkte | Rang   |
| ---------------------------------------------- | ---------- | ------------------ | ------------------ | ----------- | ----------- | ------ | ------ |
| Frauen                                         |            |                    |                    |             |             |        |        |
| Eve Dubecq                                     | Einzel     | 47,69              | 13                 | 80,48       | 15          | 128,17 | 15     |
| Männer                                         |            |                    |                    |             |             |        |        |
| Gianni Motilla                                 | Einzel     | 51,79              | 17                 | 104,47      | 15          | 156,26 | 15     |
| Mixed                                          |            |                    |                    |             |             |        |        |
| Ambre Perrier-Gianesini Samuel Blanc-Klaperman | Eistanz    | 62,39              | 1                  | 92,96       | 1           | 155,35 | Gold   |

### Freestyle-Skiing
| Athleten                  | Wettbewerb             | Gruppenphase | Gruppenphase | Achtelfinale          | Achtelfinale | Achtelfinale | Viertelfinale    | Viertelfinale | Viertelfinale | Halbfinale    | Halbfinale    | Halbfinale    | Finale/Kleines Finale | Finale/Kleines Finale | Finale/Kleines Finale | Rang |
| Athleten                  | Wettbewerb             | Punkte       | Rang         | Gegner                | Punkte       | Rang         | Gegner           | Punkte        | Rang          | Gegner        | Punkte        | Rang          | Gegner                | Punkte                | Rang                  | Rang |
| ------------------------- | ---------------------- | ------------ | ------------ | --------------------- | ------------ | ------------ | ---------------- | ------------- | ------------- | ------------- | ------------- | ------------- | --------------------- | --------------------- | --------------------- | ---- |
| Frauen                    |                        |              |              |                       |              |              |                  |               |               |               |               |               |                       |                       |                       |      |
| Lily Joly                 | Dual Moguls            | 10           | 13           | —                     | —            | —            | —                | —             | —             | ausgeschieden | ausgeschieden | ausgeschieden | ausgeschieden         | ausgeschieden         | ausgeschieden         | 13   |
| Männer                    |                        |              |              |                       |              |              |                  |               |               |               |               |               |                       |                       |                       |      |
| Paul-Andréa Gay           | Dual Moguls            | 7            | 18           | —                     | —            | —            | —                | —             | —             | ausgeschieden | ausgeschieden | ausgeschieden | ausgeschieden         | ausgeschieden         | ausgeschieden         | 18   |
| Lily Joly Paul-Andréa Gay | Mixed Team Dual Moguls | —            | —            | Feklistowa / Rastruba | 50           | 1            | McLarnon / Cohen | 31            | 2             | ausgeschieden | ausgeschieden | ausgeschieden | ausgeschieden         | ausgeschieden         | ausgeschieden         | 5    |

| Athleten     | Wettbewerb | Qualifikation | Qualifikation | Finale        | Finale        | Rang |
| Athleten     | Wettbewerb | Punkte        | Rang          | Punkte        | Rang          | Rang |
| ------------ | ---------- | ------------- | ------------- | ------------- | ------------- | ---- |
| Frauen       |            |               |               |               |               |      |
| Honey Smith  | Slopestyle | 55,25         | 11            | ausgeschieden | ausgeschieden | 11   |
| Honey Smith  | Big Air    | DNS           | DNS           | DNS           | DNS           | DNS  |
| Männer       |            |               |               |               |               |      |
| Timothé Roch | Slopestyle | 61,50         | 13            | ausgeschieden | ausgeschieden | 13   |
| Timothé Roch | Big Air    | 64,00         | 15            | ausgeschieden | ausgeschieden | 15   |

### Nordische Kombination
| Athleten                                                 | Wettbewerb                                | Skispringen                  | Skispringen | Skispringen | Langlauf    | Langlauf | Rang |
| Athleten                                                 | Wettbewerb                                | Weite                        | Punkte      | Rang        | Zeit        | Rang     | Rang |
| -------------------------------------------------------- | ----------------------------------------- | ---------------------------- | ----------- | ----------- | ----------- | -------- | ---- |
| Frauen                                                   |                                           |                              |             |             |             |          |      |
| Romane Baud                                              | Gundersen Normalschanze / 4 km            | 94,5 m                       | 110,3       | 6           | 12:25,7 min | 8        | 8    |
| Marion Droz Vincent                                      | Gundersen Normalschanze / 4 km            | 86,5 m                       | 96,8        | 12          | 13:14,3 min | 12       | 12   |
| Männer                                                   |                                           |                              |             |             |             |          |      |
| Luc Balland                                              | Gundersen Normalschanze / 6 km            | 95,5 m                       | 109,8       | 12          | 16:07,8 min | 16       | 16   |
| Lubin Martin                                             | Gundersen Normalschanze / 6 km            | 88,5 m                       | 89,5        | 22          | 16:12,6 min | 17       | 17   |
| Mixed                                                    |                                           |                              |             |             |             |          |      |
| Romane Baud Luc Balland Lubin Martin Marion Droz Vincent | Team Gundersen Normalschanze / 4 × 3,3 km | 102,5 m 95,5 m 86,5 m 87,0 m | 394,3       | 7           | 35:42,3 min | 6        | 6    |

### Rennrodeln
| Athleten     | Wettbewerb | Lauf 1   | Lauf 1 | Lauf 2   | Lauf 2 | Gesamt       | Gesamt |
| Athleten     | Wettbewerb | Zeit     | Rang   | Zeit     | Rang   | Zeit         | Rang   |
| ------------ | ---------- | -------- | ------ | -------- | ------ | ------------ | ------ |
| Frauen       |            |          |        |          |        |              |        |
| Thiméa Ginet | Einsitzer  | 50,253 s | 21     | 50,364 s | 23     | 1:40,617 min | 24     |

### Shorttrack
| Athleten         | Wettbewerb | Vorläufe     | Vorläufe | Viertelfinale | Viertelfinale | Halbfinale    | Halbfinale    | Finale A/B    | Finale A/B    | Rang          |    |
| Athleten         | Wettbewerb | Zeit         | Rang     | Zeit          | Rang          | Zeit          | Rang          | Zeit          | Rang          | Rang          |    |
| ---------------- | ---------- | ------------ | -------- | ------------- | ------------- | ------------- | ------------- | ------------- | ------------- | ------------- | -- |
| Frauen           |            |              |          |               |               |               |               |               |               |               |    |
| Maïwenn Langevin | 500 m      | 47,377 s     | 3        | ausgeschieden | ausgeschieden | ausgeschieden | ausgeschieden | ausgeschieden | ausgeschieden | 23            |    |
| Maïwenn Langevin | 1000 m     | 1:38,924 min | 3        | ausgeschieden | ausgeschieden | ausgeschieden | ausgeschieden | ausgeschieden | ausgeschieden | 23            |    |
| Maïwenn Langevin | 1000 m     | 1500 m       | —        | —             | 2:35,484 min  | 5             | ausgeschieden | ausgeschieden | ausgeschieden | ausgeschieden | 26 |
| Männer           | 1000 m     |              |          |               |               |               |               |               |               |               |    |
| Franck Tekam     | 500 m      | 42,503 s     | 2        | 42,869 s      | 3             | ausgeschieden | ausgeschieden | ausgeschieden | ausgeschieden | 12            |    |
| Franck Tekam     | 1000 m     | 1:37,562 min | 2        | 1:30,844 min  | 3             | ausgeschieden | ausgeschieden | ausgeschieden | ausgeschieden | 12            |    |
| Franck Tekam     | 1000 m     | 1500 m       | —        | —             | 2:25,920 min  | 4             | ausgeschieden | ausgeschieden | ausgeschieden | ausgeschieden | 22 |
| Tyméo Libeau     | 1000 m     | 500 m        | 43,576 s | 3             | ausgeschieden | ausgeschieden | ausgeschieden | ausgeschieden | ausgeschieden | ausgeschieden | 23 |
| Tyméo Libeau     | 1000 m     | 1:50,737 min | 3        | 1:29,743 min  | 5             | ausgeschieden | ausgeschieden | ausgeschieden | ausgeschieden | 20            |    |
| Tyméo Libeau     | 1000 m     | 1500 m       | —        | —             | 2:31,613 min  | 5             | ausgeschieden | ausgeschieden | ausgeschieden | ausgeschieden | 27 |

### Ski Alpin
| Athleten           | Wettbewerb         | Lauf 1  | Lauf 1 | Lauf 2  | Lauf 2 | Gesamt      | Gesamt |
| Athleten           | Wettbewerb         | Zeit    | Rang   | Zeit    | Rang   | Zeit        | Rang   |
| ------------------ | ------------------ | ------- | ------ | ------- | ------ | ----------- | ------ |
| Frauen             |                    |         |        |         |        |             |        |
| Lola Blanc         | Super-G            | —       | —      | —       | —      | 56,63 s     | 28     |
| Lola Blanc         | Alpine Kombination | 57,92 s | 15     | DNF     | DNF    | DNF         | DNF    |
| Lola Blanc         | Riesenslalom       | 50,17 s | 14     | DNF     | DNF    | DNF         | DNF    |
| Lola Blanc         | Slalom             | 53,00   | 24     | 50,30 s | 19     | 1:43,30 min | 20     |
| Léontine Curdy     | Super-G            | —       | —      | —       | —      | 54,37 s     | 9      |
| Léontine Curdy     | Alpine Kombination | 57,09 s | 9      | DNF     | DNF    | DNF         | DNF    |
| Léontine Curdy     | Riesenslalom       | DNF     | DNF    | DNF     | DNF    | DNF         | DNF    |
| Léontine Curdy     | Slalom             | 54,56 s | 30     | DNF     | DNF    | DNF         | DNF    |
| Sara Testut-G'Styr | Super-G            | —       | —      | —       | —      | 54,38 s     | 10     |
| Sara Testut-G'Styr | Alpine Kombination | 58,20 s | 18     | 53,53 s | 17     | 1:51,73 min | 17     |
| Sara Testut-G'Styr | Riesenslalom       | 50,53 s | 17     | 54,18 s | 12     | 1:44,71 min | 14     |
| Sara Testut-G'Styr | Slalom             | 52,48 s | 20     | 49,65 s | 16     | 1:42,13 min | 17     |
| Männer             |                    |         |        |         |        |             |        |
| Nash Huot-Marchand | Super-G            | —       | —      | —       | —      | 57,07 s     | 33     |
| Nash Huot-Marchand | Alpine Kombination | 54,68 s | 5      | 56,05 s | 13     | 1:50,73 min | 8      |
| Nash Huot-Marchand | Riesenslalom       | 48,88 s | 2      | 45,49 s | 1      | 1:34,37 min | Gold   |
| Nash Huot-Marchand | Slalom             | 47,14 s | 4      | 51,73 s | 1      | 1:38,87 min | Bronze |
| Zacchaeus Poulsen  | Super-G            | —       | —      | —       | —      | 55,95 s     | 22     |
| Zacchaeus Poulsen  | Alpine Kombination | 55,36 s | 12     | 55,85 s | 11     | 1:51,21 min | 13     |
| Zacchaeus Poulsen  | Riesenslalom       | 50,93 s | 18     | 46,32 s | 9      | 1:37,25 min | 9      |
| Zacchaeus Poulsen  | Slalom             | 48,26 s | 11     | DNF     | DNF    | DNF         | DNF    |
| Roméo Rogue        | Super-G            | —       | —      | —       | —      | 55,20       | 11     |
| Roméo Rogue        | Alpine Kombination | 55,69 s | 16     | DNF     | DNF    | DNF         | DNF    |
| Roméo Rogue        | Riesenslalom       | 50,66 s | 14     | 46,69 s | 15     | 1:37,35 min | 12     |
| Roméo Rogue        | Slalom             | 48,64 s | 19     | DNF     | DNF    | DNF         | DNF    |

| Athleten                              | Wettbewerbe | Achtelfinale | Achtelfinale | Viertelfinale | Viertelfinale | Halbfinale    | Halbfinale    | Finale/Platz 3 | Finale/Platz 3 | Rang |
| Athleten                              | Wettbewerbe | Gegner       | Punkte       | Gegner        | Punkte        | Gegner        | Punkte        | Gegner         | Punkte         | Rang |
| ------------------------------------- | ----------- | ------------ | ------------ | ------------- | ------------- | ------------- | ------------- | -------------- | -------------- | ---- |
| Mixed                                 |             |              |              |               |               |               |               |                |                |      |
| Sara Testut-G'Styr Nash Huot-Marchand | Mannschaft  | CAN          | 3:1          | SWE           | 2:2 1         | ausgeschieden | ausgeschieden | ausgeschieden  | ausgeschieden  | 5    |

### Skilanglauf
| Athleten                                                         | Wettbewerb       | Zeit        | Rang   |
| ---------------------------------------------------------------- | ---------------- | ----------- | ------ |
| Frauen                                                           |                  |             |        |
| Annette Coupat                                                   | 7,5 km klassisch | 22:32,3 min | Bronze |
| Lina Levet                                                       | 7,5 km klassisch | 24:12,3 min | 27     |
| Agathe Margreither                                               | 7,5 km klassisch | 22:30,1 min | Silber |
| Männer                                                           |                  |             |        |
| Quentin Lespine                                                  | 7,5 km klassisch | 19:54,1 min | Bronze |
| Johan Calandry                                                   | 7,5 km klassisch | 20:55,1 min | 23     |
| Gaspard Cottaz                                                   | 7,5 km klassisch | 20:09,5 min | 04     |
| Mixed                                                            |                  |             |        |
| Agathe Margreither Gaspard Cottaz Annette Coupat Quentin Lespine | 4 × 5 km Staffel | 53:13,0 min | Silber |

| Athleten           | Wettbewerb      | Qualifikation | Qualifikation | Viertelfinale | Viertelfinale | Halbfinale    | Halbfinale    | Finale        | Finale        | Rang |
| Athleten           | Wettbewerb      | Zeit          | Rang          | Zeit          | Rang          | Zeit          | Rang          | Zeit          | Rang          | Rang |
| ------------------ | --------------- | ------------- | ------------- | ------------- | ------------- | ------------- | ------------- | ------------- | ------------- | ---- |
| Frauen             |                 |               |               |               |               |               |               |               |               |      |
| Annette Coupat     | Sprint Freistil | 3:32,31 min   | 05            | 3:40,16 min   | 1             | 3:39,12 min   | 3             | ausgeschieden | ausgeschieden | 07   |
| Lina Levet         | Sprint Freistil | 3:38,22 min   | 10            | 3:44,54 min   | 5             | ausgeschieden | ausgeschieden | ausgeschieden | ausgeschieden | 21   |
| Agathe Margreither | Sprint Freistil | 3:39,86 min   | 16            | 3:41,52 min   | 3             | ausgeschieden | ausgeschieden | ausgeschieden | ausgeschieden | 14   |
| Männer             |                 |               |               |               |               |               |               |               |               |      |
| Quentin Lespine    | Sprint Freistil | 3:06,39 min   | 07            | 3:08,83 min   | 2             | 3:10,98 min   | 5             | ausgeschieden | ausgeschieden | 09   |
| Johan Calandry     | Sprint Freistil | 3:09,45 min   | 18            | 3:08,47 min   | 5             | ausgeschieden | ausgeschieden | ausgeschieden | ausgeschieden | 16   |
| Gaspard Cottaz     | Sprint Freistil | 3:13,48 min   | 29            | 3:04,83 min   | 3             | 3:10,49 min   | 6             | ausgeschieden | ausgeschieden | 12   |

### Skispringen
| Athleten                                                             | Wettbewerb               | 1. Durchgang                | 1. Durchgang | 1. Durchgang | 2. Durchgang                | 2. Durchgang | 2. Durchgang | Gesamt | Gesamt |
| Athleten                                                             | Wettbewerb               | Weite                       | Punkte       | Rang         | Weite                       | Punkte       | Rang         | Punkte | Rang   |
| -------------------------------------------------------------------- | ------------------------ | --------------------------- | ------------ | ------------ | --------------------------- | ------------ | ------------ | ------ | ------ |
| Frauen                                                               |                          |                             |              |              |                             |              |              |        |        |
| Lilou Zepchi                                                         | Normalschanze            | 90,5 m                      | 82,0         | 9            | 95,5                        | 89,7         | 9            | 171,7  | 10     |
| Mathilde Bacconnier                                                  | Normalschanze            | 69,5 m                      | 30,9         | 24           | 73,5 m                      | 39,8         | 24           | 70,7   | 25     |
| Männer                                                               |                          |                             |              |              |                             |              |              |        |        |
| Mathéo Vernier                                                       | Normalschanze            | 82,5 m                      | 63,8         | 28           | 88,0 m                      | 70,7         | 21           | 134,5  | 25     |
| Sébastien Woodbridge                                                 | Normalschanze            | 87,0 m                      | 71,5         | 23           | 92,0 m                      | 80,5         | 17           | 152,0  | 18     |
| Mixed                                                                |                          |                             |              |              |                             |              |              |        |        |
| Mathilde Bacconnier Mathéo Vernier Lilou Zepchi Sébastien Woodbridge | Normalschanze Mannschaft | 80,5 m 89,5 m 92,0 m 86,0 m | 293,1        | 10           | 73,0 m 81,5 m 91,5 m 87,0 m | 285,2        | 11           | 578,3  | 11     |

### Snowboard
| Athleten                                 | Wettbewerbe               | Vorrunde | Viertelfinale | Halbfinale | Finale/Kleines Finale | Rang   |
| Athleten                                 | Wettbewerbe               | Rang     | Rang          | Rang       | Rang                  | Rang   |
| ---------------------------------------- | ------------------------- | -------- | ------------- | ---------- | --------------------- | ------ |
| Frauen                                   |                           |          |               |            |                       |        |
| Léa Casta                                | Snowboardcross            | 1        | —             | 1          | Finale: 3             | Bronze |
| Maja-Li Iafrate Danielsson               | Snowboardcross            | 2        | —             | 2          | Finale: 2             | Silber |
| Männer                                   |                           |          |               |            |                       |        |
| Jonas Chollet                            | Snowboardcross            | 1        | —             | 1          | Finale: 1             | Gold   |
| Benjamin Niel                            | Snowboardcross            | 2        | —             | 3          | Kleines Finale: 2     | 6      |
| Mixed                                    |                           |          |               |            |                       |        |
| Jonas Chollet Léa Casta                  | Mixed-Team Snowboardcross | Freilos  | 1             | 1          | Finale: 1             | Gold   |
| Benjamin Niel Maja-Li Iafrate Danielsson | Mixed-Team Snowboardcross | Freilos  | 1             | 1          | Finale: 2             | Silber |

| Athleten               | Wettbewerb | Qualifikation | Qualifikation | Finale        | Finale        | Rang   |
| Athleten               | Wettbewerb | Punkte        | Rang          | Punkte        | Rang          | Rang   |
| ---------------------- | ---------- | ------------- | ------------- | ------------- | ------------- | ------ |
| Männer                 |            |               |               |               |               |        |
| Romain Allemand        | Big Air    | 89,25         | 3             | 94,75         | 7             | 7      |
| Romain Allemand        | Slopestyle | 71,25         | 4             | 89,25         | 3             | Bronze |
| Luca Merimee Mantovani | Big Air    | 90,50         | 2             | 124,50        | 4             | 4      |
| Luca Merimee Mantovani | Slopestyle | 36,00         | 13            | ausgeschieden | ausgeschieden | 13     |